# Alfonso Rodríguez Olmedo
Alfonso Rodríguez Olmedo SJ (* 10. März 1598 in Zamora, Spanien; † 15. November 1628 in Caaró, heute Brasilien) war ein spanischer jesuitischer Märtyrer in den Jesuitenreduktionen von Paraguay. Er wurde am 16. Mai 1988 von Papst Johannes Paul II. heiliggesprochen.

## Leben
Alfonso Rodríguez Olmedo absolvierte das Noviziat bei den Jesuiten im spanischen Villagarcía de Campos und wurde danach nach Paraguay gesandt. Er brach von Lissabon mit einer Expedition auf, die von Juan de Viana geleitet wurde. 1626 wurde Olmedo zunächst zu den Missionen der Guaycurú-Indianer gesandt, auf der gegenüberliegenden Seite vom Paraguay-Fluss, nahe bei Asunción. Als erste Missionar, der ihren Dialekt beherrschte, hatte er den Auftrag zu predigen und die ersten Jesuitenreduktionen zu gründen, um die Verbreitung des katholischen Glaubens zu fördern und für die Einheimischen bessere Lebensverhältnisse sicherzustellen.
1628 wechselte Olmedo zu den Missionen der Guaraní am Río Paraná und später nach Itaipú. Man bestellte ihn als Begleiter von Roque González de Santa Cruz, der mit der Gründung des Dorfs „Todos los Santos de Caaró“, am östlichen Ufer des Río Uruguay beauftragt wurde. Sie stießen jedoch auf Widerstand von Ñezú, dem Häuptling der Igní, welcher den Befehl gab, die Missionare zu töten. Am 15. November 1628, während die Missionare am Dorfplatz die Installierung einer Glocke vornahmen, erschienen Einheimische und enthaupteten Roque González. Als Alfonso Rodríguez Olmedo anschließend die Kirche verließ, wurde er ebenfalls mit einer „Itaizá“ (Steinhammer) erschlagen. Ihre Leichname wurden zur Kirche gebracht und zusammen mit Heiligenbildern verbrannt. Der Jesuit Juan del Castillo erlitt wenige Tage später, am 17. November 1628, dasselbe Schicksal
Juan Eusebio Nieremberg verfasste 1644 eine Biografie über seine beiden Studienkollegen Rodríguez und González.

## Selig- und Heiligsprechung
Alfonso Rodríguez Olmedo wurde am 28. Jänner 1934 von Pius XI. seliggesprochen. Johannes Paul II. nahm am 16. Mai 1988 auf dem Feld Ñu Guazú in Asunción, Paraguay, zusammen mit seinen Leidensgenossen Roque González und Juan del Castillo, die Heiligsprechung vor. Sein liturgischer Gedenktag ist der 16. November.